# Ricorso in opposizione
Il ricorso in opposizione è un ricorso amministrativo proposto da chi vuole tutelare un proprio diritto o interesse legittimo, contro atti della pubblica amministrazione che è presentato allo stesso organo amministrativo che ha prodotto l'atto verso il quale si vuole ricorrere. È un rimedio tassativo che può essere utilizzato solo nei casi previsti dalla legge. Esso può essere proposto sia per motivi di legittimità sia di merito.

## Caratteri
Si può ricorrere contro un atto amministrativo se questo è viziato per motivi di legittimità o di merito, unicamente nei casi previsti dalla legge; per esempio, nel settore del pubblico impiego, è possibile esperire questo tipo di ricorso nel caso della compilazione di graduatorie di merito o per l'attribuzione di incarichi.
Se la possibilità di ricorso in opposizione non è prevista dalla legge si avrà un semplice reclamo.